# 孔崇基
孔崇基（?—?），唐朝时兖州曲阜县人。孔子三十四代孫，孔渠玄孙，孔長孫曾孙，孔嗣悊之孙，孔德倫之子。
证圣元年（695年），武则天命孔崇基为袭封褒圣侯。神龙元年（705年）五月，唐中宗李显命孔崇基为朝散大夫，参加陪祭、朝会。孔崇基五十六岁去世，有儿子孔璲之，袭封褒圣侯，后来改封文宣公。

## 参看
- 孔子
- 孔子世家大宗世系
- 孔子世系
- 孔子世家大宗世系图
- 孔子世家总世系图 (中兴祖前)